# Alsókorompa
Alsókorompa (szlovákul Dolná Krupá, németül Unter-Krupa) község Szlovákiában, a Nagyszombati kerületben, a Nagyszombati járásban.

## Fekvése
Nagyszombattól 12 km-re északra fekszik.

## Története
1113-ban a zobori apátság birtoklajstroma említi először. Egykori várát valószínűleg Korompai János pozsonyi várnagy építtette a 14. század végén. Mivel birtokosa a lázadókhoz csatlakozott, 1404-ben Garai Miklós megostromolta. A vár valószínűleg az ostromban pusztult el. A falu a 19. századtól a Brunszvik család birtoka.
Vályi András szerint "Alsó, Közép, és Felső Korompa. Tót egyesített faluk PosonyVármegy. Földes Ura G. Brunszvik, és több Uraságok, lakosaik katolikusok. Nevezetesíti e’ helyet G. Brunszvik Uraságnak díszes Kastéllya, jeles úrfi, ’s egyéb gazdasági épűletei. Innen vette származását Kormpai Péter Nyitrai Püspök 1687dik esztendő tájban Fő Kanczellarius, határbéli földgyeik közép termékenységűek, vagyonnyaiknak el adására meg lehetős módgyok van."
Fényes Elek szerint "Alsó-Korompa, (Unter Krupa, Dolna Krupina), Pozson most F.-Nyitra vmegyében, tót falu, N.-Szombattól nyugot-északra, 2 mfdnyire: 848 kath., 81 zsidó lak. Van kath. paroch. temploma, synagógája, szép szőlőhegye, vadakkal bővölködő erdeje, jó rétjei; nézésre méltó tehenészete, serfőzőháza, téglavető helye; urasági kastély és az ennél még pompásabb angolkert, gyönyörü sétálóhelylyel; üvegházzal, s egy nagy halas és tekenős-béka-tóval. F. u. gróf Brunsvik nemzetség."
A trianoni békeszerződésig Pozsony vármegye Nagyszombati járásához tartozott.

## Népessége
| Év:            | 1994. | 2004.   | 2014.   | 2024.   |
| -------------- | ----- | ------- | ------- | ------- |
| Emberek száma: | 2205  | 2229    | 2284    | 2454    |
| Eltérés:       |       | +1,08 % | +2,46 % | +7,44 % |

| Év:            | 2023. | 2024. |
| -------------- | ----- | ----- |
| Emberek száma: | 2454  | 2454  |
| Eltérés:       |       | +0 %  |

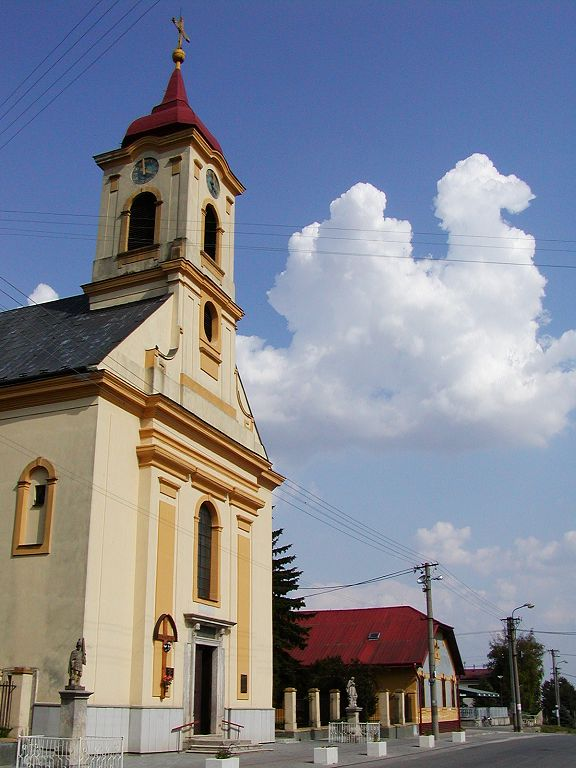
A Szent András templom

1880-ban 1155 lakosából 21 magyar és 1032 szlovák anyanyelvű volt.
1890-ben 1230 lakosából 15 magyar és 1143 szlovák anyanyelvű volt.
1900-ban 1481 lakosából 35 magyar és 1377 szlovák anyanyelvű volt.
1910-ben 1675 lakosából 87 magyar, 34 német, 2 román, 1547 szlovák és 5 egyéb anyanyelvű volt. Ebből 1627 római katolikus, 43 izraelita, 3 görög katolikus és 2 református vallású volt.
1921-ben 1859 lakosából 15 magyar és 1821 csehszlovák volt.
1930-ban 1950 lakosából 5 magyar, 12 német, 1887 csehszlovák és 46 állampolgárság nélküli volt. Ebből 1873 római katolikus, 32 evangélikus, 30 izraelita és 15 egyéb vallású.
1970-ben 2659 lakosából 2 magyar és 2648 szlovák volt.
1980-ban 2383 lakosából 2376 szlovák volt.
1991-ben 2243 lakosából 2231 szlovák volt.
2001-ben 2237 lakosából 2222 szlovák volt.
2011-ben 2284 lakosából 2 magyar és 2222 szlovák volt.
2021-ben 2435 lakosából 2274 szlovák, 7 cigány, (+1) ruszin, 12 (+7) egyéb és 142 ismeretlen nemzetiségű volt.

## Neves személyek
- Itt született 1750-ben Brunswick József főispán, tárnokmester, országbíró.
- Itt született 1819-ben Fieba József katolikus pap, plébános.
- Itt született 1957-ben Ladislav Gádoši nemzetközi labdarúgó-játékvezető, sportvezető.
- Itt szolgált Rissák András (1789-1876) római katolikus plébános.
- Itt szolgált Dónay János (1807-1880) katolikus pap.
- Itt szolgált Andrej Kubina (1844-1900) jezsuita áldozópap.
- Christian Heinrich Nebbien tervezte át a kastélyparkot.

## Nevezetességei
- Klasszicista Brunszvik-kastélya 1795-ben épült, feltehetőleg az egykori vár helyére. Többször vendége volt Beethoven, aki itt írta a Holdvilág-szonátát.
- Római katolikus temploma a 19. században épült, az 1465-ben épített gótikus templom helyére.